# Charlotte Kretschmann
Charlotte Kretschmann (Breslavia, 3 dicembre 1909 – Kirchheim unter Teck, 27 agosto 2024) è stata una supercentenaria tedesca di 114 anni e 268 giorni.
Dal 9 gennaio 2023 è la persona tedesca più longeva di ogni tempo la cui età sia stata accertata, escludendo Augusta Holtz e Charlotte Benkner, nate in Germania ma emigrate e poi decedute negli Stati Uniti.

## Biografia
Charlotte Kretschmann è nata il 3 dicembre 1909, a Breslavia (nell'odierna Polonia), da una famiglia numerosa di media estrazione sociale. I suoi nonni vivevano in una fattoria in Pomerania.
Durante la giovinezza praticò molti sport; proprio nel corso delle sue attività sportive conobbe Mann Werner, che successivamente divenne suo marito e da cui ebbe una figlia, Siegried.
Quando suo marito ricevette la chiamata alle armi nel corso della seconda guerra mondiale, Charlotte inizialmente rimase a Breslavia, ma verso la fine del conflitto fuggì a Stoccarda passando per Brema; proprio a Stoccarda, con l'aiuto della Croce Rossa tedesca, ritrovò il marito, sopravvissuto alla guerra.
Charlotte ha vissuto dal 2014 a Kirchheim unter Teck, nel Land del Baden-Württemberg; al momento della sua morte, avvenuta il 27 agosto 2024 all'età di 114 anni e 269 giorni, era la sesta persona più longeva vivente al mondo.

## Traguardi di longevità
Alla morte della 113enne Anna Cernohorsky, avvenuta il 18 settembre 2022, Charlotte Kretschmann divenne la persona vivente più anziana in Germania. L'8 agosto 2023, a 113 anni e 248 giorni, superando l'età finale di Josefine Ollmann, la Kretschmann divenne la persona più anziana nata in Germania e non emigrata che sia stata scientificamente verificata.
Il 3 dicembre 2023 compì 114 anni, prima persona in Germania a raggiungere ufficialmente questa età; il 9 dicembre 2023, raggiungendo l'età finale di Gustav Gerneth (deceduto nel 2019 a 114 anni e 6 giorni), divenne la persona tedesca più longeva della storia (emigrati esclusi) anche considerando i casi di longevità non ufficialmente convalidati.
La data di nascita di Charlotte Kretschmann fu ufficialmente verificata dal Gerontology Research Group (GRG); la convalida dell'età venne annunciata dal GRG stesso il 23 agosto 2023.